# Yamazaki Takamasa
Takamasa Yamazaki (sinh ngày 17 tháng 3 năm 1992) là một cầu thủ bóng đá người Nhật Bản.

## Sự nghiệp câu lạc bộ
Takamasa Yamazaki đã từng chơi cho FC Kariya, Mito HollyHock, Kagoshima United FC và Vanraure Hachinohe.